# Вилхелм Фридеман Бах
Вижте пояснителната страница за други личности с името Бах.
Вилхелм Фридеман Бах  (на немски: Wilhelm Friedemann Bach) е най-възрастният син на Йохан Себастиан Бах, известен органист, импровизатор и композитор, майстор на контрапункта.

## Биография
За разлика от другите членове на музикалното семейство Бах, Вилхелм Фридеман е слабо активен човек, а кариерата му може да се определи като низ от изпуснати възможности. Роден е във Ваймар и се е обучавал в Лайпциг; през 1733 г. е назначен като органист на църквата Св. София в Дрезден, а през 1746 г. става органист на църквата Пресвета Дева (Liebfrauenkirche) в Хале. Известността и влиянието на баща му били достатъчни, за да може Вилхелм да получи длъжността без традиционното прослушване.
След смъртта на баща му през 1750 г. изчезва и влиянието върху живота на Вилхелм Фридеман, както и благотворното влияние върху съдбата му. Животът на Вилхелм в Хале престава да е толкова безгрижен. Периодично той пътува извън града, за да си търси друга работа. През 1762 г. му е предложена позицията на капелмейстор при дармщадтския двор, но по неизвестни причини той отказва. Две години по-късно, през 1764 г., той напуска работата си в Хале, след което остава (поне формално) безработен до края на живота си. Оттогава той странства по света, докато не умира на 1 юли 1784 г. в Берлин в пълна нищета.

## Творчество
Сред съчиненията му, от които е публикувана само малка част, са многочислени църковни кантати и инструментални произведения, от които най-известни са фугите, полонезите и фантазиите за пиано, както и секстети за струнни музикални инструменти, кларинет и др.
1. 1 2 3  118505548 //   Посетен на 4 май 2024 г.